# Cleonymus (geslacht)
Cleonymus is een geslacht van vliesvleugeligen uit de familie Pteromalidae. De wetenschappelijke naam van dit geslacht is voor het eerst geldig gepubliceerd in 1809 door Latreille.

## Soorten
Het geslacht Cleonymus omvat de volgende soorten:
- Cleonymus agrili (Rohwer, 1919)
- Cleonymus albomaculatus Hedqvist, 1960
- Cleonymus amabilis (Cockerell, 1926)
- Cleonymus angustatus (Masi, 1927)
- Cleonymus apicalis Förster, 1841
- Cleonymus balcanicus Boucek, 1972
- Cleonymus brevis Boucek, 1972
- Cleonymus californicus (Crawford, 1916)
- Cleonymus canariensis Hedqvist, 1983
- Cleonymus ceratinae Kamijo, 1996
- Cleonymus collaris Spinola, 1851
- Cleonymus cyaneus Förster, 1841
- Cleonymus dentatifemur (Girault, 1926)
- Cleonymus elongatus Förster, 1841
- Cleonymus eucalifornicus Özdikmen, 2011
- Cleonymus eximius Förster, 1841
- Cleonymus grandiceps Xiao & Huang, 2001
- Cleonymus keralicus Narendran & Rajmohana, 2008
- Cleonymus laticinctus (Girault, 1926)
- Cleonymus laticornis Walker, 1837
- Cleonymus longinervus Kamijo, 1983
- Cleonymus magnificus (Ashmead, 1888)
- Cleonymus magnus Boucek, 1988
- Cleonymus malaicus Narendran & Mini, 1997
- Cleonymus nigriclavus Girault, 1917
- Cleonymus obscurus Walker, 1837
- Cleonymus pentlandi (Girault, 1922)
- Cleonymus pini Yang, 1996
- Cleonymus regalis (Dodd, 1924)
- Cleonymus reticulatus (Howard, 1897)
- Cleonymus rufiscapus (Girault, 1925)
- Cleonymus ryukyuensis Kamijo, 1996
- Cleonymus serrulatus Kamijo, 1996
- Cleonymus silvifilia (Girault, 1927)
- Cleonymus texanus (Crawford, 1916)
- Cleonymus togashii Kamijo, 1996
- Cleonymus trifasciatipennis (Girault, 1915)
- Cleonymus ulmi Yang, 1996
- Cleonymus unfasciatipennis (Girault, 1915)
- Cleonymus viridicyaneus (Risbec, 1952)
- Cleonymus viridinitens Förster, 1841